# José Michelena
José Michelena Arsuaga nacido en Oiartzun (Guipúzcoa, España). Fue un ciclista español, profesional entre los años 1951 y 1960, durante los que consiguió 12 victorias.
Era un corredor que subía bien, logrando la mayoría de sus victorias en pruebas de un día. Es de destacar su dedicación al ciclocrós, en el que logró tres Campeonato de España de Ciclocrós. 

## Palmarés
| 1951 - Bergara - Mondragón 1953 - Renteria - Azpeitia - Oiartzun - Soraluze - 3.º en el Campeonato de España de Ciclocrós 1954 - Campeonato de España de Ciclocrós | 1956 - Clásica de Ordizia - Campeonato de España de Ciclocrós 1957 - Subida a Arrate - Clásica de Ordizia - Campeonato de España de Ciclocrós 1958 - Campeonato de España de Ciclocrós |

## Resultados en Grandes Vueltas y Campeonato del Mundo
Durante su carrera deportiva ha conseguido los siguientes puestos en las Grandes Vueltas y en los Campeonatos del Mundo en carretera y ciclocrós:
| Carrera              | 1951 | 1952 | 1953 | 1954 | 1955 | 1956 | 1957 | 1958 | 1959 | 1960 |
| -------------------- | ---- | ---- | ---- | ---- | ---- | ---- | ---- | ---- | ---- | ---- |
| Giro de Italia       | -    | -    | -    | -    | -    | -    | -    | -    | -    | -    |
| Tour de Francia      | -    | -    | -    | -    | -    | -    | -    | -    | -    | -    |
| Vuelta a España      | X    | X    | X    | -    | -    | -    | 31.º | -    | -    | -    |
| Mundial en Ruta      | -    | -    | -    | -    | -    | -    | -    | -    | -    | -    |
| Mundial de Ciclocrós | -    | -    | 22º  | 8º   | -    | 26º  | 20º  | 20º  | -    | -    |

-: No participa

Ab.: Abandono

X:Ediciones no celebradas

## Equipos
- C.D. Añorga (1955)
- Boxing Club (1956)
- Real Unión-Palmera (1957)
- Caobania-Beasaín (1958)